# Kuba na Letnich Igrzyskach Olimpijskich 1928
Kuba na igrzyskach w Amsterdamie była reprezentowana przez jednego lekkoatletę – José Barrientosa. Był to czwarty w historii występ Kuby na igrzyskach olimpijskich.

## Wyniki

### Lekka atletyka
- José Barrientos – bieg na 100 metrów – ćwierćfinał[3]